# 1988年夏季残疾人奥林匹克运动会法国代表团
1988年夏季残疾人奥林匹克运动会法国代表团是法国派出的1988年夏季残疾人奥林匹克运动会代表团。获得46枚金牌、44枚银牌和50枚铜牌。